# This One's for You
This One's for You je píseň od francouzského DJ a producenta Davida Guetty. Vytvořil ji společně se švédskou zpěvačkou Zarou Larsson. Je to oficiální skladba pro Mistrovství Evropy ve fotbale 2016. Na Mistrovství Evropy se objevila poprvé. Píseň byla nahrána pomocí fanoušků po celém světe díky speciální on-line aplikaci. Tato píseň zazněla pří zahájení i ukončení Mistrovství Evropy ve fotbale 2016. Mimo to, zazněla i na koncertu na Champ de Mars, jenž se konal přímo pod Eiffelovou věží 9. června 2016. Každý stát, který se účastnil mistrovství, má speciální videoklip, ve kterém jsou do originálního videoklipu vložený zaběry na fotbalisty daného státu.

## Seznam Skladeb

### Originální verze
1. This One’s for You (feat. Zara Larsson) - 3:27

### Remixes EP
1. This One’s for You (feat. Zara Larsson) (Extended) - 4:37
2. This One’s for You (feat. Zara Larsson) (Kungs Remix) - 4:15
3. This One’s for You (feat. Zara Larsson) (Stefan Dabruck Remix) - 5:03
4. This One’s for You (feat. Zara Larsson) (GLOWINTHEDARK Remix) - 3:20
5. This One’s for You (feat. Zara Larsson) (Kriss Kros Amsterdam Remix) - 3:06
6. This One’s for You (feat. Zara Larsson) (Faustix Remix) - 3:04
7. This One’s for You (feat. Zara Larsson) (Stefan Dabruck Radio Remix) - 3:07
8. This One’s for You (feat. Zara Larsson) (Kolya Funk & Eddie G Remix) - 2:58
9. This One’s for You (feat. Zara Larsson) (DJ Jim Club Mix) - 5:02
10. This One’s for You (feat. Zara Larsson) (Denis First Remix) - 4:22
11. This One’s for You (feat. Zara Larsson) (STVCKS Remix) - 2:59